# Стефан V (папа)
У джерелах до 1960-х років цього папу іноді називають Стефан VI, у той час як Стефана IV іноді називають Стефан V. Див. Стефан II (обраний папа) для детальніших пояснень.
Стефан V (VI) (лат. Stephanus;  — 14 вересня 891, Рим, Папська держава) — сто десятий Папа Римський (вересень 885—14 вересня 891), народився у Римі, син аристократа Адріана. Батько довірив освіту Стефана єпископу Захарію, що був папським бібліотекарем. Марин I призначив Стефана кардиналом.
Під час правління Стефана внаслідок посухи та нашестя сарани настав голод. Оскільки папська скарбниця була порожня, Стефан витратив майно батька на допомогу голодним, викуп невільників і ремонт храмів.
Усиновив Гі III герцога Сполетського, а у 891 році коронував його на імператора Західної Римської імперії.